# Plectiscidea vetusta
Plectiscidea vetusta là một loài tò vò trong họ Ichneumonidae.